# Léo Marjane
Léo Marjane, pseudonimo di Thérèse Marie Léonie Gendebien (Boulogne-sur-Mer, 27 agosto 1912 – Barbizon, 18 dicembre 2016), è stata una cantante francese, attiva negli anni trenta, quaranta e cinquanta del Novecento.

## Percorso umano e artistico

### Gli anni trenta
Non ancora ventenne si trasferisce a Parigi e debutta allo Shéhérazade. Successivamente si esibisce all'Alhambra, al Petit Casino e in altri locali alla moda parigini. La sua voce scura e sensuale, vagamente maschile, viene notata da Jean Bérard, che la introduce in una fra le case discografiche più importanti del tempo, la Pathé-Marconi. Qui inizia a incidere nel 1937, dedicandosi sia al repertorio francese, fra cui la celebre Vous qui passez sans me voir (1938), di Charles Trénet, già interpretata da Jean Sablon nel 1936, e Je vous ai souri (1938), sia, e soprattutto, a quello americano, con adattamenti vari e testi in francese. Fra i grandi successi di autori statunitensi lanciati dalla Marjane nella Francia degli anni trenta ricordiamo: In the chapell in the moonlight (La chapelle au clair de lune, 1937, che è anche la sua prima registrazione reperibile), September in the rain (En septembre sous la pluie, 1937), Begin the beguine (Divine beguine, 1938), Night and day (Tout le jour et toute la nuit, 1938), Goodnight angel (Bonsoir mon ange, 1939) e svariate altre. L'accompagna l'orchestra Wal-Berg, che, a partire dagli inizi degli anni quaranta, sarà sostituita da quella di Raymond Legrand.

### La guerra e l'occupazione nazista
Il suo grande momento arriverà con la guerra e l'occupazione tedesca della Francia (1940-1944). Nel 1941 incide Seule, ce soir, la sua canzone più celebre, venduta in centinaia di migliaia di esemplari e fatta ascoltare per anni alla radio con il consenso e, si diceva, anche su richiesta delle truppe di occupazione naziste. Il tema, la solitudine, è infatti molto sentito all'epoca sia da tante giovani francesi, separate dai propri uomini dispersi in qualche remota guarnigione d'Africa o deportati in Germania, che dai militari tedeschi, lontani dalle proprie famiglie. Si ripete, per Seule, ce soir, il successo di J'attendrai, canzone italiana (Tornerai, di Dino Olivieri) incisa in Francia alla vigilia della seconda guerra mondiale da Rina Ketty e che aveva fatto breccia sia nei cuori degli sfortunati francesi, costretti a subire l'occupazione nazista, che in quelli degli invasori tedeschi.
Dopo il grande successo di Seule, ce soir, la Marjane inciderà, fino a tutta l'estate del 1944 e cioè fino al termine dell'occupazione nazista di Parigi, ben quindici canzoni, alcune delle quali acquisteranno una notevole popolarità. Fra queste ultime ricordiamo (con l'accompagnamento dell'orchestra di Raymond Legrand): L'arc en ciel, adattamento di Over the rainbow portato al successo negli Stati Uniti d'America da Judy Garland, Vous et moi (1942), L'âme au diable (1943), O mon prince charmant (1944), Perdue pour tout le monde (1944). Nel 1943 parteciperà, nel ruolo di una cantante, al film Feu Nicolas diretto da Jacques Houssin (dove interpreterà la canzone L'âme au diable).

### Il dopoguerra
Dopo la liberazione della Francia, verrà presa di mira dal Comité d'épuration di Parigi, che l'accusa di essersi esibita ripetutamente per le truppe di occupazione tedesche. Prosciolta, dopo poche settimane, da ogni imputazione, torna a cantare, ma fa fatica a ritrovare il successo di un tempo. Nella seconda metà degli anni quaranta effettua solo alcune incisioni poco significative e le sue esibizioni pubbliche si fanno però sempre più rare. Punta su una grande rentrée che ha luogo all'Étoile nel 1949 e che viene accolta senza eccessivo entusiasmo. Qualche anno più tardi, tuttavia, torna sulla cresta dell'onda grazie ad alcune fortunate interpretazioni molto gradite al grande pubblico, fra cui Les croix (1952), Mets deux thune dans l'bastringue (1954), brano scritto dal noto compositore Jean Constantin e, soprattutto, Sur ma vie (1955) e Ay je l'aime (1956), entrambe musicate da un giovane armeno che avrebbe fatto parlare molto di sé in seguito: Charles Aznavour. 
Negli anni cinquanta, la Marjane parteciperà anche, in ruoli di cantante, a due lungometraggi: Les deux gamines (1951), per la regia di Maurice de Canonge, e Eliana e gli uomini (1956), diretto da Jean Renoir. Presterà inoltre la propria voce a un'artista americana nel doppiaggio del film Love in the afternoon (1957), diretto da Billy Wilder (nella sola versione francese). 
Sposatasi con il barone de Ladoucette (1912-2007), appartenente a una delle casate più antiche di Francia, l'artista abbandona nel 1958 il mondo della musica per dedicarsi con suo marito all'allevamento dei cavalli purosangue nei pressi di Fontainebleau, dove ha vissuto fino alla morte, avvenuta nel 2016 all'età di 104 anni.

## Discografia selettiva
- 1937 La chapelle au clair de lune, adatt. da: In the chapell in the moonlight
- 1937 En septembre sous la pluie, adatt. da: September in the rain
- 1938 Vous qui passez sans me voir
- 1938 Divine beguine, adatt. da: Begin the beguine
- 1938 Tout le jour et toute la nuit, adatt. da: Night and day
- 1939 Vous seul
- 1941 Je suis seule ce soir
- 1941 L'arc en ciel, adatt. da: Over the rainbow
- 1942 Vous et moi
- 1943 L'âme au diable
- 1944 O mon prince charmant
- 1944 Perdue pour tout le monde
- 1952 Les croix
- 1954 Mets deux thune dans l'bastringue
- 1955 Sur ma vie
- 1956 Ay je l'aime